# 菊池風磨
菊池風磨（日语：／ Kikuchi Fūma，1995年3月7日—），日本偶像團體timelesz成員，東京都杉並区出身，經紀公司為傑尼斯事務所。身高178公分，血型A型。

## 簡歷
2008年4月27日，由於受到傑尼斯事務所的藝人嵐的影響，所以加入了相同的事務所。同年7月左右，與高田翔、高畑岬等人一同活動。
2008年10月，於電視劇《改造老師大作戰》與髙畑岬及中島健人共同演出，其後三人結成組合B.I.Shadow。
2009年6月4日，中山優馬w/B.I.Shadow結成，並推出了CD。
2011年9月29日，Sexy Zone結成，並在11月16日推出CD Sexy Zone，正式出道
2013年，慶應大學總合政策學部合格
2017年3月23日，慶應大學總合政策學部毕业
2017年9月，日本電視台連續劇《我的房間》首次擔當主演
2019年9月，舞台劇《哈姆雷特》個人首次擔當主演
2021年4月，被選拔為二宮和也開設的Youtube頻道「Janino Channnel」的成員之一。
2022年3月，首次個人單獨同名節目《菊池風磨的不可原諒TV》播放

## 參加組合
- B.I.Shadow（2008年 - 2009年）
- 中山優馬w/B.I.Shadow（2009年6月7日 - 2011年）
- Sexy Zone（2011年9月29日 - ）

## 演出

### 電視劇
- 改造老師大作戰（2008年10月11日 - 12月13日、日本電視台） - 飾演 楠本風磨
- SMAP☆加油吧！！誰也不知道的SMAP物語（2009年1月31日、朝日電視台） - 飾演 香取慎吾
- 神南署安積班 第三季 第二集（2010年7月13日、TBS） - 客串 染谷廣海
- 冷暖人間 第十季 第二十二話（2011年3月24日、TBS） - 飾演 乃木智
- 未來日記-ANOTHER:WORLD-（2012年4月21日、富士電視台） - 飾演 高坂王子
- 假面教師（2013年7月7日 - 9月29日、日本電視台） - 飾演 武原金造
- GTO2（2014年7月8日 - 9月16日、關西電視台・富士電視台） - 飾演 葛木隆一
- 新浪花金融道（2015年1月24日、富士電視台） - 飾演 大平隼人
- 獻給阿爾吉儂的花束（2015年4月10日 - 6月12日、TBS） - 飾演 小久保一茂
- 穿越時空的少女（2016年7月9日 - 8月6日、日本電視台） - 飾演 深町翔平
- 謊言戰爭（2017年1月10日 - 3月14日、關西電視台・富士電視台） - 飾演
- 我的房間（2017年9月19日 - 11月20日、日本電視台） - 主演・鍵山哲郎
- Eうた♪ドラマ「歌のおじさんEたん」（2019年12月23日 - 12月26日、NHK教育頻道）- 飾演
- 巴別九朔（2020年10月19日 - 12月21日、日本電視台） - 主演・九朔滿大
- 寫不了！？〜編劇家 吉丸圭佑的無情節生活〜（2021年1月16日 - 3月13日、朝日電視台） - 飾演 仙川俊也
- 清子（2021年3月20日、NHK綜合頻道） - 飾演 野村幹人
- 求愛幼幼班（2021年7月1日 - 9月9日、讀賣電視台・日本電視台・KKTV） - 主演・飯塚将希
- 心動迎戰Song！（2022年1月11日 - 3月15日、TBS） - 飾演 夏川慎吾
- 朋友遊戲R4（2022年7月23日 - 9月10日、朝日電視台） - 飾演
- LIFE2 給予者接受者（2023年1月22日 - 2月19日 、WOWOW） - 飾演
- 佔領大醫院（2023年1月14日 - 3月18日、日本電視台） - 飾演 青鬼 / 大和耕一
  - 佔領新機場 第3話・第4話・第7話・最終話（2024年1月27日・2月3日・2月24日・3月16日、日本電視台） - 飾演 大和耕一
  - 佔領放送局（2025年7月12日 - 、日本電視台） - 飾演 大和耕一
- 隔壁的男人很會吃（2023年4月12日 - 6月29日、東京電視台） - 主演・本宮蒼太（與倉科加奈雙主演）
- 我們假結婚吧（2023年7月11日 - 9月26日、關西電視台・富士電視台） - 主演・夏目匠
- 稅調～「繳不了稅」是有原因的～（2023年10月14日 - 12月23日、日本電視台） - 主演・饗庭蒼一郎
- 我們陷入戀愛的理由（2024年10月12日 - 12月21日、朝日電視台） - 主演・黑澤智也

### 網路電視劇
- 寫不出來？衍生劇～大學生仙川俊也的無情節人生～（2021年3月13日 - 、TELASA） - 主演・仙川俊也
- 佔領大醫院前 the night before（2023年3月11日 - 、Hulu） - 主演・青鬼 / 大和耕一

### 電影
- 劇場版 假面教師（2014年2月22日、SHOWGATE） - 飾演  武原金造
- 前往更超乎想像的地方。（2022年10月14日、Happinet phantom） - 飾演 朝井怜人

### 綜藝節目
- 伽利略腦研（2009年11月14日 - 2011年8月13日、朝日電視台） - 準正規
- Johnny Jr. Land（2011年10月2日 - 、BS SKY!）
- アオハル (青春) TV（2019年1月27日 - 8月18日、富士電視台） - 正規
- サンバリュ（日本電視台）
  - ナン年後かをのぞき見バラエティー 今すぐ話さなきゃいけない未来（2019年2月10日・8月4日） - 副議長（サブMC）
  - 経済情報評価バラエティー 霜降り風磨のワクワク経済（2021年10月24日） - MC
  - 霜降り風磨のワクワクメディア（2022年7月3日） - MC
  - 霜降り風磨の賛否アリマス（2023年4月9日） - MC
- 藝人認真考慮出的整蠱GP（2020年1月11日 - 、富士電視台） - 正規（整蠱創作者）
- NINO桑（2020年4月5日 - 、日本電視台） - 正規
- 世界 禁断の運び屋（2020年9月24日、富士電視台） - MC
- すこジャニ〜ルールだらけの旅〜（2020年12月12日・2021年8月21日、富士電視台）
- カップルちゃんは侮れない!（2021年5月14日、関西テレビ） - MC
- 転生バラエティ 超絶スキルこう使ってみた!（2021年10月22日、関西テレビ） - MC
- 土曜☆ブレイク「マネーハンター」（2022年2月19日、TBS） - 最強マネーハンター
- 営業時間外に秘密アリ!（2022年3月12日・6月26日、東京電視台） - MC
- 菊池風磨的不可原諒TV（2022年3月19日、富士電視台） - MC
- 超絶限界 〜陸上・海上・航空自衛隊 ソコまで見せる!?大百科〜（2022年7月6日、富士電視台） - MC
  - 超絶限界 〜ソコまで見せる!?大百科〜 (2022年10月01日 - 、) - MC
- 24小時電視 愛心救地球45（2022年8月27日 - 28日、日本電視台） - 主持人
- ニッポンのカタチ（2023年1月29日、日本電視台） - MC
- 風磨とチョコプラのふちど～るマップ（2023年7月8日、東京電視台）
- 何か“オモシロいコト”ないの?（2023年10月2日 - 、富士電視台） - MC
- Friday's EDGE（日本電視台）
  - THEバディ 〜最強の2人を決めるクイズショー〜（2024年5月17日 - ） - MC
- 海の向こうでひとり暮らし 世界ワンルームガール カツカツだけどハッピーです。（2024年5月26日、MBS・TBS） - MC
- 別に知らんでええねんけど…誰かに話したくなる11個のこと（2024年6月27日、讀賣電視台・日本電視台） - 與川島明的MC

### 紀錄片
- 我們所不知道的戰爭～生活在1945年的孩子們～（2022年8月14日、朝日電視台）
  - 我們所不知道的戰爭～经历过战争蹂躏的女性〜（2023年8月13日、朝日電視台）

### 廣播
- Sexy Zone菊池風磨のQrzone＋（2019年8月27日 20:00 - 21:30、文化放送）

### CM
- LINE 迪士尼Tsum Tsum（2017年12月29日 - ）
- 明治 Galbo（2019年4月3日 - ）
- SHIMAUMA Print
  - 「しまうま年賀状 2021」「しまうまフォトブック」（2020年12月 - ）
  - 「しまうま年賀状 2022」（2021年11月 - ）
- P&G「Boldジェルボール 4D」（2022年2月1日 - ）
  - 「コールドプレス/ラベンダー」篇（2022年10月1日 - ）
  - 「シワ防止」篇（2023年2月2日 - ）
  - 「ジェルボール 大感謝祭」篇（2023年8月3日 - ）
- 朝日啤酒
  - 「アサヒスーパードライ 生ジョッキ缶」（2022年3月 - ） - 與中島健人共演
  - 「アサヒスーパードライ 生ジョッキ缶大生」（2022年10月25日 - ）
- 樂天「樂天Rakuma」（2022年5月12日 - ）
- 小泉成器「MONSTER」（2022年11月2日 - ）
- 东洋水产「QTTA」（2023年1月5日 - ）
  - 「勇者キクチ 森の民」篇（2023年2月1日 - ）
  - 「勇者キクチ 森の民 その2」篇（2023年3月13日 - ）

### 舞台
- PLAYZONE FINAL 1986-2008〜SHOW TIME Hit Series〜 Change（2008年7月6日 - 8月8日、青山劇場）
- 少年們 沒有欄柵的牢獄（2011年9月5日 - 29日、日生劇場） - 特別出演
- ABC座 星（STAR）劇場（2012年2月4日 - 29日、日生劇場）
- DREAM BOYS（2015年9月12日 - 9月20日、帝国劇場）
  - DREAM BOYS（2021年9月6日 - 9月29日、帝国劇場） - 主演・風磨
  - DREAM BOYS（2022年9月8日 - 9月30日、帝国劇場） - 主演・風磨
- 哈姆雷特（2019年9月8日 - 10月6日、東京環球劇場 / 10月9日 - 15日、森之宮Piloti Hall） - 主演・哈姆雷特

### 演唱會
- SUMMARY 2008（2008年8月2日- 9月5日、御台場青海J地区特設会場）
  - SUMMARY 2010（2010年7月19日 - 8月29日、東京Dome City・[[MEETS PORT|JCB Hal
  - SUMMARY 2011（2011年8月7日 - 9月25日、東京巨蛋・大阪巨蛋）
- 論壇新記録!!Johnny Jr.1日4公演!演唱會（2009年6月7日、東京國際論壇）l]]）
- 年末Young東西歌合戰!〜東西Jr.大集合2010!〜（2010年11月26日・27日、NHK Hall）
- Sexy Zone A.B.C-Z Summer Paradise in TDC『風 is a Doll?』（2015年8月2日 - 8月5日、東京巨蛋城表演廳）
- Summer Paradise 2016『風 are you?』（2016年8月11日 - 8月16日、東京巨蛋城表演廳）
- Summer Paradise 2017『風 is I?』（2017年8月4日 - 8月8日、東京巨蛋城表演廳）

## 書籍

### 杂志連載
- ワルガキ・ロック〜Boys will be boys〜（『Myojo』、集英社） - 與小瀧望合同連載

## SOLO曲
- rouge

作詞：ケリー、作曲：Steven Lee・Drew Ryan Scott
收錄於Sexy Zone大碟「one Sexy Zone」
- FaKe

作詞：菊池風磨、作曲：RED SOUND & RED HOT
收錄於Sexy Zone細碟「Byebye杜拜〜See you again〜/A MY GIRL FRIEND」初回限定盤F
- It's going down

作詞：菊池風磨、作曲：Christofer Erixon・Joakim Bjornberg・STEVEN LEE
收錄於Sexy Zone細碟「男 never give up」初回限定盤F
- 20 -Tw/Nty-

作詞：菊池風磨、作曲：STEVEN LEE
收錄於Sexy Zone大碟「Sexy Power3」
- Party up!

作詞：菊池風磨、作曲：Takuya Harada・STEVEN LEE・Drew Ryan Scott
收錄於Sexy Zone大碟「Sexy Power3」
- My Lovin' Season

作詞・作曲：菊池風磨
收錄於Sexy Zone細碟「Cha-Cha-Cha Champion」Shop盤F
- HELLO

作詞：菊池風磨、作曲：E ONE・JUNG CHANG WOOK
收錄於Sexy Zone細碟「Colorful Eyes」初回盤C
- But

作詞：菊池風磨、作曲：ETommy Clint・Christofer Erixon・MiNE
收錄於Sexy Zone大碟「Welcome to Sexy Zone」
- ...more

作詞・作曲：菊池風磨
收錄於Sexy Zone迷你大碟「Sexy Zone 5th Anniversary Best」初回限定盤B
- My Life

作詞：菊池風磨、作曲：Tommy Clint・Albin Nordqvist
收錄於Sexy ZoneDVD&Blu-ray『Sexy Zone Presents Sexy Tour 2017 〜 STAGE』初回限定盤附送CD
- COCOA

作詞：FUMA、作曲：TWUNE
收錄於Sexy Zone大碟「PAGES」
- HAPPY END

作詞：Rachel,Mamiko,Fuma、作曲：Mikeneko Homeless・Mamiko
收錄於Sexy Zone大碟「POPxSTEP!?」
- HOURGLASS

作詞：菊池風磨、作曲：Chris Meyer・Storythella・HIKARI
- My World

作詞・作曲：BASHARS
收錄於Sexy Zone大碟「Chapter II」

## 外部連結
- 官方网站
- 菊池風磨的Instagram帳戶
- 菊池風磨在互联网电影资料库（IMDb）上的資料（英文）